# Tołstowskij (Kraj Ałtajski)
Tołstowskij (ros. Толстовский) – osiedle w Rosji, w Kraju Ałtajskim, w rejonie kamieńskim. W 2010 liczyło 615 mieszkańców.